# Aleksandar Karađorđević, Thân vương xứ Serbia
Alexander Karađorđević (Kirin Serbia: Александар Карађорђевић, đã Latinh hoá: Aleksandar Karađorđević; 11 tháng 10 năm 1806 – 3 tháng 5 năm 1885) là Thân vương xứ Serbia từ năm 1842 đến năm 1858 và là thành viên của Nhà Karađorđević. Ông được đưa lên ngai vàng Serbia sau khi Thân vương Miloš của Nhà Obrenović bị lật đổ, vì thế, trong suốt triều đại của mình, ông phải đương đầu với các âm mưu đến từ Nhà Obrenović với mục đích đòi lại ngai vàng.
Xung đột và cạnh tranh giữa 2 triều đại Karađorđević và Obrenović có nguồn gốc từ thời cha của Alexander là Karađorđe, bản thân cha của ông cũng đã phải bỏ mạng từ kế hoạch ám sát của người nhà Obrenović vào năm 1817. Kể từ đó, ngai vàng của Serbia liên tục đổi chủ qua lại giữa hai gia tộc này cho đến thời của Petar I thì người Nhà Karađorđević mới nắm luôn ngai vàng, cho đến khi chế độ quân chủ bị bãi bỏ.
Năm 1858, Thân vương Alexander bị lật đổ vì từ chối tham gia Chiến tranh Krym đứng về phía nhóm đồng minh Đệ Nhị Đế chế Pháp, Đế quốc Anh và Đế quốc Ottoman chống là Đế quốc Nga. Ngai vàng Serbia một lần nữa lại quay trở lại với Nhà Obrenović, gia đình Alexander phải sống lưu vong.
Năm 1885, cựu vương Alexander qua đời, không chứng kiến được con trai của mình là Thân vương tử Petar phục hưng triều đại Karađorđević vào năm 1903, không dừng lại ở đó, Petar còn thống nhất nhiều nhà nước khác để lập ra Vương quốc của người Serb, Croat và Sloves, đưa triều đại Karađorđević đạt đến đỉnh cao quyền lực.